# Бьянка: Путь к счастью
Бьянка: Путь к счастью (нем. Bianca – Wege zum Glück) — первая немецкая теленовелла. Сериал выходил на центральном канале ZDF с 1 ноября 2004 года по 5 октября 2005 года. Кроме Германии сериал транслировался также в Австрии и Италии.

## Производство сериала
Особенность «Бьянки» в том, что сериал стал первой немецкой теленовеллой и первым немецким ежедневным сериалом продолжительностью 45 минут. Все выходящие до этого ежедневные «мыльные оперы» длились по 25 минут. Съёмки проходили по 12 часов в день, за одну неделю производилось по 5 серий.
Первоначально планировалось снять 200 серий. Однако, 18 марта 2005 года было принято решение в связи с положительными рейтингами сериала продлить его ещё на 24 серии. Последний съёмочный день состоялся 16 июля 2005 года, заключительная серия сериала вышла в эфир 5 октября 2005 года.
Благодаря успеху «Бьянки» также было решено снять спин-офф под названием «Юлия: Путь к счастью». Кроме того, в разных странах были сняты адаптации сериала, в том числе в США и в России. Российская адаптация «Бьянки» вышла в 2008—2009 годах на Первом канале под названием «Огонь любви».

## Сюжет
Главная героиня теленовеллы — 28-летняя Бьянка Бергер. По ложному обвинению в поджоге Бьянка много лет провела в тюрьме. После выхода из тюрьмы Бьянка поселилась у своей кузины Кати Нойбауэр. Вскоре Бьянка устраивается домработницей в поместье семьи Веллингхофф и влюбляется в Оливера — сына своих господ. Оливер также испытывает чувства к Бьянке, однако, из-за чувства долга он женится на своей беременной подруге Юдит…

## В главных ролях
- Таня Ведхорн — Бьянка Бергер
- Никола Ранзом — Катя Нойбауэр
- Патрик Фихте — Оливер Веллингхофф
- Кристоф Мори — Эдмунд Берингер
- Керстин Гетэ — Ариана Веллингхофф
- Надя Робинэ — Дениз Рихтер
- Биргит Видель Вайдингель — Бэрбель Краузе
- Петер Хладик — Александер Веллингхофф
- Джоана Шюмер — Марен Хайльман
- Уве Цербе — Георг Берингер
- Ютте-Мерле Бёрнзен — София Веллингхофф
- Эва Клемт — Тина Рюгер
- Андреас Хутцель — Матиас Рюгер
- Йоррес Риссе — Свен Хайзенберг
- Элизабет Суттерлюти — Юдит Симон-Веллингхофф
- Михаэль Ротшопф — Паскаль Веллингхофф
- Ральф Кречмар — Хайко Бергер